# Сидоренко Леонід
Леоні́д Сидоре́нко (? — † 24 травня 1919) — старшина Дієвої армії УНР.

## Життєпис
Походив з Чернігівщини. Останнє звання у російській армії — підполковник (?).
З січня 1919 р. — командир 1-го куреня 1-го Синього полку Дієвої армії УНР. З кінця квітня 1919 р. — помічник командира цього ж полку. Загинув у бою за м. Оринин на Поділлі.